# 문체론
문체론(文體論)은 문체를 연구하는 학문이다. 문체로는 스스로 기능하지는 않으며 문학, 저널리즘, 언어학으로까지도 적용할 수 있다.

## 같이 보기
- 공용어
- 문헌학
- 표준어